# ريلمينيدين
ريلمينيدين هو دواء يستخدم في علاج فرط ضغط الدم.

## التوفر التجاري
تنتج مختبرات سرفير ريلمينيدين تحت اسم هو Hyperium.
من الأسماء التجارية الأخرى:
- Albarel
- Hyperium
- Iterium
- Tenaxum